# Підземне розчинення

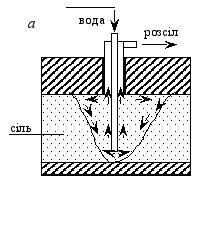
Приклад схеми підземного розчинення солі (прямотечійний метод).

Підземне розчинення — спосіб видобутку природних мінеральних солей (кам'яної, калійної, бішофіту) через свердловини шляхом переведення їх у водний розчин в надрах.

## Загальна характеристика
Поряд з видобутком здійснюються збагачення, очистка (для кам'яної солі) і вибіркове вилучення (для калійних солей). Особливості Р.п. зумовлені фіз.-хім. природою і розчинністю солей, гідравлікою і гідродинамікою циркуляційних потоків, що виникають при створенні в соляному масиві підземних камер великих розмірів. Розчинення солі включає етапи: надходження розчинника до поверхні солі, взаємодія розчинника і солі (міжфазні процеси), розділення розчиненої речовини і солі (процеси дифузії).
Гірничодобувні підприємства, що здійснюють підземний видобуток солі способом Р.п., називаються розсолопромислами і являють собою комплекс наземних і підземних виробничих об'єктів, що забезпечують безперервний видобуток і подачу розсолу споживачеві. Основні технологічні споруди розсолопромислу — свердловини підземного розчинення (СПР). Конструкція свердловин вибирається виходячи з особливостей геол. будови покладу, гідрогеологічних умов, фізико-механічних характеристик порід і ін. умов. СПР розрізняються з урахуванням способу управління процесом розчинення (прямотечійні, протитечійні, гідроврубові, пошарового розчинення), систем розробки (індивідуальні, взаємодіючі), способу розкриття соляних покладів (вертикальні, похилі, похило-горизонтальні). У залежності від порядку відробки соляних родовищ і способу управління гірничим тиском виділяються системи камерного і суцільного розчинення. При камерних системах Р.п. ведуть в ізольованих камерах через індивідуальні або взаємодіючі свердловини, між якими залишаються цілики. Активно впроваджується в пром. практику спосіб поетапної виїмки, що передбачає спочатку відпрацювання камер через індивідуальні свердловини, а потім підключення нових свердловин до об'ємів діючих камер. Цей спосіб дозволяє здійснити доробку запасів, що залишаються в міжкамерних ціликах.
Для відпрацювання малопотужних покладів кам'яної солі застосовується суцільна система. При цьому ділянка родовища розкривається групою свердловин, які сполучаються між собою біля підошви покладу для утворення єдиного штучного розсільного горизонту. Відпрацювання запасів ділянки здійснюється шляхом нагнітання води у водоприймальні свердловини і відбору розсолу із забірних свердловин. При використанні Р.п. продуктивність праці в 4 рази вища, а питомі кап. витрати в 7 разів менші в порівнянні з шахтним способом видобутку солей.
Камери Р.п. використовуються для підземного зберігання нафтопродуктів і зріджених газів, захоронення відходів промислових підприємств, організації підземної очистки розсолу.

## Видобуток і переробка солей
Основним мінералом кам'яної солі є галіт, шкідливі домішки — ангідрит, полігаліт, нерозчинні мінерали (глина, мули та ін.). Калійні солі (сильвініти) як головні мінерали містять галіт, сильвін, нерозчинні домішки.
Форма залягання родовищ солей може бути пластоподібною, куполоподібною, штокоподібною і лінзоподібною.
Найбільше промислове значення мають міцні і дуже міцні хлоридно-натрієві, сульфатно-натрієві і карбонатно-натрієві розсоли.
Видобуток і переробка солей геотехнологічними методами здійснюється на підприємстві з технологією, яка включає промисел розсолу і цехи по його переробці.
Розчинення солі з отриманням штучних розсолів здійснюється через свердловини. Розчинення солі для харчових потреб виконують із застосуванням прісної питної води, для хімічного виробництва — біологічно чистої технічної води з обмеженням вмісту в ній солей кальцію, магнію і сульфатів при будь-якому вмісті хлористого натрію. Технологія одержання харчової солі з розсолів основана на вакуумному випарюванні (вакуум-кристалізація).